# Hontoria del Pinar
Hontoria del Pinar település Spanyolországban, Burgos tartományban. Hontoria del Pinar Santa María de las Hoyas, Espeja de San Marcelino, Espejón, Rabanera del Pinar, Palacios de la Sierra és San Leonardo de Yagüe községekkel határos. Lakosainak száma 610 fő (2024).

## Népesség
A település népessége az utóbbi években az alábbiak szerint változott:
| Lakosok száma | 864  | 787  | 863  | 798  | 774  | 697  | 648  | 661  | 644  | 610  |
|               | 2001 | 2004 | 2006 | 2009 | 2011 | 2014 | 2016 | 2019 | 2021 | 2024 |